# 미셸 밀렛트
미셸 밀렛(Michelle Mylett, 1990년 1월 4일 ~ )은 캐나다의 배우이다.
밴쿠버에서 태어났다.

## 영화
- Antisocial (2013)
- 엘카미노 크리스마스 (2017)